# Sandra Jenkins
Pour les articles homonymes, voir Jenkins.
Sandra Jenkins (née le 20 juillet 1961 à Edmonton) est une curleuse canadienne.

## Palmarès
- Jeux olympiques d'hiver de 2006 à Turin :
  -  Médaille de bronze en curling.